# Municipio de Gladstone (Dakota del Norte)
El municipio de Gladstone (en inglés: Gladstone Township) es un municipio ubicado en el condado de LaMoure en el estado estadounidense de Dakota del Norte. En el año 2010 tenía una población de 51 habitantes y una densidad poblacional de 0,55 personas por km².

## Geografía
El municipio de Gladstone se encuentra ubicado en las coordenadas 46°30′1″N 98°13′21″O / 46.50028, -98.22250. Según la Oficina del Censo de los Estados Unidos, el municipio tiene una superficie total de 93.27 km², de la cual 93,27 km² corresponden a tierra firme y (0 %) 0 km² es agua.

## Demografía
Según el censo de 2010, había 51 personas residiendo en el municipio de Gladstone. La densidad de población era de 0,55 hab./km². De los 51 habitantes, el municipio de Gladstone estaba compuesto por el 98,04 % blancos, el 1,96 % eran de otras razas. Del total de la población el 1,96 % eran hispanos o latinos de cualquier raza.